# Oliver P. Snyder

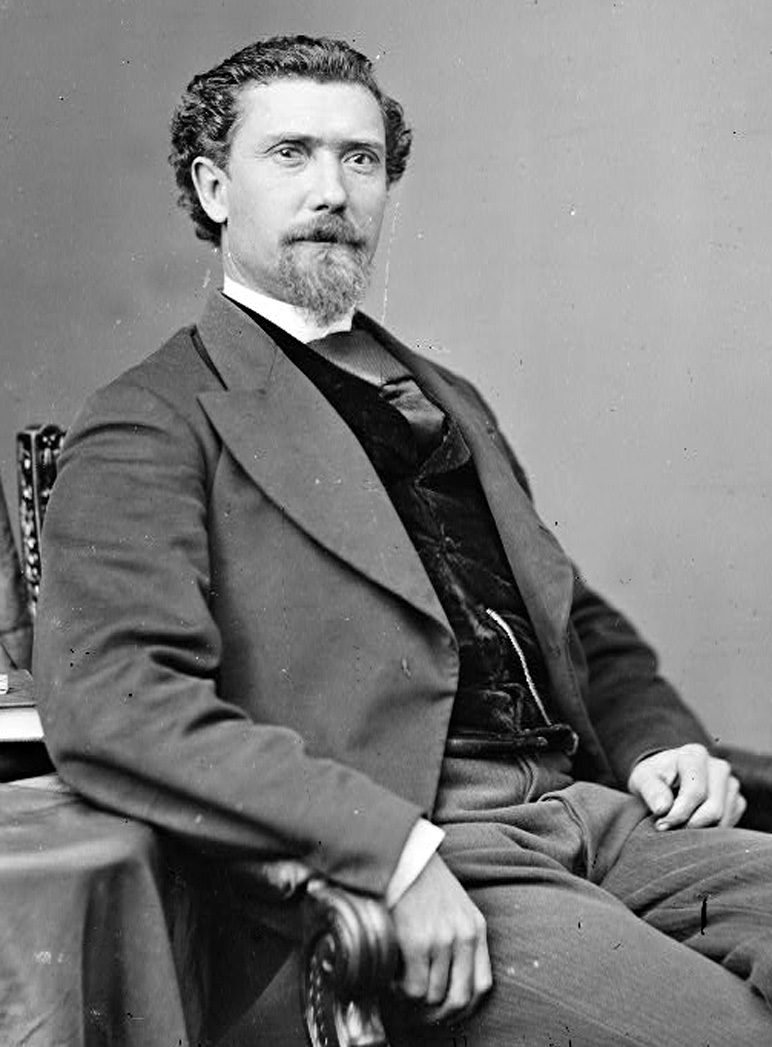
Oliver P. Snyder

Oliver P. Snyder (* 13. November 1833 in Missouri; † 22. November 1882 in Pine Bluff, Arkansas) war ein US-amerikanischer Politiker. Zwischen 1871 und 1875 vertrat er den zweiten Wahlbezirk des Bundesstaates Arkansas im US-Repräsentantenhaus.

## Werdegang
Oliver Snyder besuchte die öffentlichen Schulen in seiner Heimat. Im Jahr 1853 kam er nach Arkansas, wo er sich mit wissenschaftlichen und literarischen Dingen beschäftigte. Nach einem Jurastudium und seiner Zulassung als Rechtsanwalt begann er in Pine Bluff in seinem neuen Beruf zu arbeiten. Snyder wurde Mitglied der Republikanischen Partei. Nachdem während des Bürgerkrieges der Staat Arkansas von Truppen der Union kontrolliert worden war, wurde Snyder in das Repräsentantenhaus von Arkansas gewählt. Dieses Mandat übte er zwischen 1864 und 1865 aus. Im Jahr 1867 war er Delegierter auf der Versammlung zur Überarbeitung der Verfassung von Arkansas und 1868 gehörte er einer Kommission an, die die Gesetze dieses Staates überarbeitete. Zwischen 1868 und 1871 war Snyder auch Mitglied des Senats von Arkansas.
1870 wurde Snyder im zweiten Distrikt von Arkansas in das US-Repräsentantenhaus in Washington gewählt. Dort löste er am 4. März 1871 den Demokraten Anthony Rogers ab. Nach einer Wiederwahl im Jahr 1872 konnte er bis zum 3. März 1875 zwei Legislaturperioden im Kongress absolvieren. Im Jahr 1874 verfehlte er die erneute Nominierung seiner Partei. Nach dem Ende seiner Zeit im Kongress arbeitete Snyder wieder als Rechtsanwalt. In seinem Todesjahr 1882 wurde er Kämmerer im Jefferson County. Er starb im November 1882 und wurde in Pine Bluff beigesetzt.